# Liu Haiguang
Liu Haiguang (chin. upr. 柳海光, pinyin Liǔ Hǎiguāng; ur. 11 lipca 1963 w Szanghaju) – chiński piłkarz występujący na pozycji napastnika.

## Kariera klubowa
Liu karierę rozpoczynał w 1982 roku w zespole Shanghai FC. Grał tam przez sześć sezonów. W 1987 roku przeszedł do jugosłowiańskiego Partizana. W 1989 roku zdobył z nim Puchar Jugosławii. W tym samym roku wrócił do Shanghai FC. W 1991 roku zakończył tam karierę.

## Kariera reprezentacyjna
W reprezentacji Chin Liu zadebiutował w 1983 roku. W 1988 roku wziął udział w Letnich Igrzyskach Olimpijskich, z których piłkarze Chin odpadli po fazie grupowej. W tym samym roku został powołany do kadry na Puchar Azji, który Chiny zakończyły na 4. miejscu. W latach 1983–1990 w drużynie narodowej Liu rozegrał łącznie 47 spotkań i zdobył 16 bramek.